# عين شيب
|subdivision_type1      = محافظة
|subdivision_name1      = محافظة إدلب
|subdivision_type2      = منطقة
|subdivision_name2      = منطقة مركز إدلب
|subdivision_type3      = ناحية
|subdivision_name3      = ناحية مركز إدلب
|leader_title           = رئيس البلدية
|leader_name            =

|area_magnitude           =
|unit_pref                = 
|area_footnotes           =
|area_total_km2           =

|population_as_of               = 2004
|population_total             =  2,515 نسمة

|timezone = توقيت شرق أوروبا
|utc_offset = +2
|timezone_DST = توقيت شرق أوروبا الصيفي
|utc_offset_DST = +3
|latd=|latm=|lats=|latNS=N
|longd=|longm=|longs=|longEW=E
|coordinates_display     = inline,title
|elevation_footnotes    =  
|elevation_m            =
|elevation_ft           =

|area_code              = الرمز الدولي: 963, رمز المدينة: 23
|blank_name_sec1        = رمز القرية
|blank_info_sec1        = C3870
|website                =
|footnotes              =
}}
عين شيب قرية سورية تتبع ناحية مركز إدلب في منطقة مركز إدلب في محافظة إدلب. بلغ عدد سكانها 2,515 نسمة في عام 2004 حسب إحصاء المكتب المركزي للإحصاء.
تبعد عن مدينة إدلب 10 كم. تعداد سكانها 4,000 نسمة تقريباً، معظمهم يعملون بالزراعة، وهم ينتمون إلى أكثر من طائفة الأغلبيةهم عبدان والقاسم وحمدان. تعتمد القرية بشكل أساسي على زراعة الزيتون والعمل في الأراضي المروية في سهل الروج. ومن أهم معالمها قصر حمود، كما يوجد فيها مدرسة إعدادية وأخرى ابتدائية، وتبلغ نسبة المتعلمين فيها حوالي 30%. تحيط بالقرية أشجار الزيتون من كل الجهات،وهي قرية معارضة للنظام السوري بشار الأسد.